# C16orf91
C16orf91 (англ. Chromosome 16 open reading frame 91) – білок, який кодується однойменним геном, розташованим у людей на 16-й хромосомі. Довжина поліпептидного ланцюга білка становить 132 амінокислот, а молекулярна маса — 15 004.
| 10         |  | 20         |  | 30         |  | 40         |  | 50         |
| ---------- |  | ---------- |  | ---------- |  | ---------- |  | ---------- |
| MNRVLCAPAA |  | GAVRALRLIG |  | WASRSLHPLP |  | GSRDRAHPAA |  | EEEDDPDRPI |
| EFSSSKANPH |  | RWSVGHTMGK |  | GHQRPWWKVL |  | PLSCFLVALI |  | IWCYLREESE |
| ADQWLRQVWG |  | EVPEPSDRSE |  | EPETPAAYRA |  | RT         |  |            |

A: Аланін

C: Цистеїн

D: Аспарагінова кислота

E: Глутамінова кислота

F: Фенілаланін

G: Гліцин

H: Гістидин

I: Ізолейцин

K: Лізин

L: Лейцин

M: Метіонін

N: Аспарагін

P: Пролін

Q: Глутамін

R: Аргінін

S: Серин

T: Треонін

V: Валін

W: Триптофан

Локалізований у мембрані.